# Tresigallo
Tresigallo är en ort och frazione i kommunen Tresignana i provinsen Ferrara i regionen Emilia-Romagna i Italien. 
Kommunen upphörde den 1 januari 2019 och bildade med den tidigare kommunen Formignana den nya kommunen Tresignana. Den tidigare kommunen hade 4 387 invånare (2018).
Tresigalli är känt för sina många byggnader i den arkitekturstil som kallas rationalism vilka började uppföras på 1930-talet. 